# أسلم تسلم
أسلم تسلم، وردت هذه الجملة في الكُتب التي أرسلها الرسول محمد ﷺ إلى الملوك، ورؤساء القبائل، والعشائر، يدعوهم بها إلى اتباع دين الإسلام. ومن بينهم أصحمة النجاشي ملك الحبشة، وكسرى ملك الفرس، وهرقل، وهوذة الحنفي حاكم اليمامة، والمنذر بن ساوى حاكم هجر، وجيفر وعباد ابني الجلندي في عمان، والحارث بن أبي شمر ملك الغساسنة في الشام، وإلى مسيلمة، وإلى المقوقس.

## أسلم لله.. تسلم من عذاب الآخرة
أسلِم" بقطع الهمزة المفتوحة وسكون السين وكسر اللام، أمر من أسلم "تسلم" بفتح التاء واللام بينهما سين ساكنة، مضارع من سلم، ضد هلك، وهو مجزوم في جواب الأمر السابق عليه.
- أسلم: حيث يقول ﷺ لمن أرسل له الرسالة، ادخل في دين الإسلام، الذي بعثني الله به بلسانك، وقلبك، وعملك، بأن تشهد أن لا إله إلا الله وحده لا شريك له، وأني رسول الله، بإطاعة ما جئت به من الأوامر، واجتناب ما نهيت عنه، بحيث يكون انقيادك لهذا الدين ظاهرًا وباطنًا، تحل حلاله، وتحرم حرامه، ولا تفرق بين رسول ورسول.
- تسلم: أي أنك سلكت الطريق، الذي يوصلك إلى السلامة، من عقاب الله، الذي أعده لمن لم يسلم.

وبهذا يعلم أن قوله ﷺ: (أسلم تسلم)، من جوامع الكلم التي تشير إلى الدين كله جملةً، فيترتب على امتثال الأمر أن يسلم من امتثله من فتنة الدنيا، وعقوبة الآخرة، مع الفوز بأحسن الجزاء الخالد، والنعيم المقيم في الدار الآخرة.

## تصحيح المفاهيم حول (أسلم تسلم)
إن سوء فهم الكثير لمعنى قول النبي محمد ﷺ: «أسلم تسلم»، والظن أنه إكراه على الإسلام، بتهديد المكرَه بالقتل.
بينما المعنى الظاهر لهذه الكلمة البليغة الرحيمة الرقراقة: أدعوك إلى الإسلام؛ الدين الذي ارتضاه الله تعالى للبشرية، والذي لن يقبل منهم غيره؛ كما قال عز من قائل: ﴿وَمَنْ يَبْتَغِ غَيْرَ الْإِسْلَامِ دِينًا فَلَنْ يُقْبَلَ مِنْهُ وَهُوَ فِي الْآخِرَةِ مِنَ الْخَاسِرِينَ ۝٨٥﴾ [آل عمران:85].
فإذا أردت أن تسلم، وتنجو، من الخسر؛ فعليك بإسلام الوجه لله تعالى، فإن لم تفعل عرضت نفسك لعقوبة أعظم إثم؛ وهو الشرك بالله سبحانه، وسيكون إثمك مضاعفا، لأن شعبك سيتابعك على هذا الشرك؛ وهو معنى قوله ﷺ بعد ذلك: «وإلا فعليك إثم الأريسيين».
قال القاضي عياض في المشارق: معناه أن عليك إثم رعاياك، وأتباعك، ممن صددتهم عن الإسلام، واتبعوك على كفرك.. كما قال الله تعالى: ﴿يَقُولُ الَّذِينَ اسْتُضْعِفُوا لِلَّذِينَ اسْتَكْبَرُوا لَوْلَا أَنْتُمْ لَكُنَّا مُؤْمِنِينَ ۝٣١﴾ [سبأ:31].
وكما جاء في بعض طرق هذا الحديث: «وإلا فلا تحُلْ بين الفلاحين والإسلام»، قال أبو عبيد: «ليس الفلاحون هنا الزراعون خاصة؛ لكن جميع أهل المملكة؛ لأن كل من زرع هو عند العرب فلاح؛ تولى ذلك بنفسه أو تُولّي له»اهـ.
وقال ﷺ لكسرى: «فإن أبيت فإن عليك إثم المجوس».
وقال ﷺ لملك الإسكندرية: «فإن توليت فعليك إثم القبط».
ولم يثبت أنه قال لأحدهم: «فإن توليت قتلتك»، لما هو معلوم من أنه لا إكراه في الدين، وأن الإيمان لا يفرض بالقتال، وإنما شرع القتال لمواجهة العدوان، ومنه: العدوان على الحق في الدعوة إلى الله سبحانه.